# Троицкая линия
Тро́ицкая линия (в перспективе — Тро́ицко-Некра́совская) — шестнадцатая по официальной нумерации и пятнадцатая по порядковому исчислению линия Московского метрополитена. Берёт начало от Московского центрального кольца и идет в Новомосковский административный округ (Новую Москву) до посёлка Коммунарка, и далее в 2029 году будет продлена до Троицка. После открытия всех участков станет одним из самых длинных радиусов Московского метрополитена после Калининско-Солнцевской линии (в случае реализации проекта объединения Калининской линии с Солнцевской) и самой протяжённой линией, расположенной за МКАД, — общая длина составит 43 км.
Первый пусковой участок «Новаторская» — «Тютчевская» протяжённостью 8,8 км с 4 станциями открыт 7 сентября 2024 года. Второй пусковой участок «Корниловская» — «Новомосковская» протяжённостью 6,7 км с 3 станциями открыт 28 декабря 2024 года. Третий пусковой участок «ЗИЛ» – «Новаторская» протяжённостью 9,7 км с 4 станциями планируется открыть в 2025 году. Длина четвёртого пускового участка до Троицка с 6 станциями составит ещё 15,2 км, он будет открыт в 2029 году.
Линия по состоянию на 2025 год — один из лидеров по средней скорости движения поездов (45,2 км/ч).

## Описание
Цветовое обозначение линии — изумрудное — было выбрано путём голосования, инициированного Сергеем Собяниным на интернет-портале «Активный гражданин». На схемах обозначается номером , однако хронологически после Некрасовской линии является 15-й; официальный номер впоследствии может быть изменён, так как, помимо планов по объединению Троицкой линии с Некрасовской, перед Некрасовской идут также планирующиеся к объединению Калининская и Солнцевская линии; институт Генплана Москвы предполагал, что в случае отсутствия официального отказа от проекта объединения (не предусмотренного утверждённой программой строительства) он мог остаться нереализованным в пользу появления МЦД-5, однако впоследствии власти Москвы отказались от МЦД-5.
До 20 июля 2021 года линия называлась «Коммунарская». В рабочей документации и сообщениях СМИ также употреблялись названия: «линия вдоль Калужского шоссе на территории Большой Москвы», «хорда на Коммунарку», «линия в поселение Сосенское города Москвы», «линия „Улица Новаторов“ — „Столбово“», «линия в Новую Москву» и другие. 20 июля 2021 года постановлением мэра Москвы утверждено наименование «Троицкая».

## История
Необходимость строительства линии появилась после расширения территории Москвы в юго-западном направлении и начала активного жилищного и коммерческого строительства вдоль Калужского шоссе. Изначально планировалось строительство двенадцатикилометровой линии с пятью станциями, начинающейся от «Проспекта Вернадского» Сокольнической линии. Линию планировалось сдать к концу 2020 года.
К концу 2011 года было предложено реализовать линию как одну из хордовых, образующих Третий пересадочный контур, и ответвляющуюся от него на станции с кросс-платформенной пересадкой «Аминьевское шоссе». Далее рассматривалось продление линии до Южного Бутова или аэропорта Остафьево, а также пересечение с другой хордовой линией, идущей от «Каширской» через Бирюлёво.
В 2012 году трассировка линии претерпела несколько изменений, в том числе: через «Юго-Западную», улицу Академика Варги и посёлок Мосрентген до Коммунарки; вдоль Озёрной улицы до МКАД, затем параллельно МКАД до Мосрентгена и далее до Коммунарки. Планировались станции с пересадками на «Озёрную» Калининско-Солнцевской линии и «Румянцево» Сокольнической линии, и далее станции «Мамыри» и «Коммунарка». Далее линия должна была прийти в Троицк. Строительство планировалось начать в 2014 году и закончить в период с 2017 до 2020 года. Строительство станции около торгового центра «Лотос-Сити» планировалось вести за счёт средств инвестора.
В конце 2013 года трассировка линии была вновь пересмотрена. Вместо хорды, включающейся в Третий пересадочный контур, было решено построить радиальную линию из 6 станций. Согласно новой трассировке, линия проходит параллельно улице Академика Опарина через Теплостанский лесопарк к поселению Мосрентген, а далее — в посёлки Мамыри, Газопровод и Коммунарка. К изначальным шести станциям вскоре добавилась седьмая — «Славянский мир». Строительство линии планировалось начать в 2015 году, а завершить до конца 2017 года.
В мае 2014 года было подписано соглашение между ОАО «Мосинжпроект», Китайской железнодорожной строительной корпорацией и Китайским международным фондом о строительстве линии «Улица Новаторов» — «Столбово» за счёт китайских инвестиций, что позволило бы приступить к нему раньше. Китайской стороне было предложено также построить «объекты недвижимости на конечных станциях метрополитена, за счёт продажи которых они смогут профинансировать строительство».
25 августа 2014 года было объявлено о двух открытых конкурсах на подготовку проекта планировки линии, которые должны включать в себя депо и транспортно-пересадочные узлы, первый на участок от «Улицы Новаторов» до МКАД, второй — от МКАД до административно-делового центра в Коммунарке.
В октябре 2014 года планировалось сделать вторым пусковым участком Большой кольцевой линии не северо-восточный, а южный, от «Улицы Новаторов» до «Каширской», со сроком сдачи в 2018 году. Согласно проекту планировки, «на первом этапе линия [в поселение Сосенское] эксплуатируется, как радиальная до станции метрополитена „Улица Новаторов“ с организацией пересадки на одноимённую станцию Большой кольцевой линии, на втором этапе — с учётом её дальнейшего продления».
В ноябре 2014 года заммэра Москвы по вопросам градостроительной политики и строительства Марат Хуснуллин сообщил, что переговоры с китайской стороной приостановлены из-за падения курса рубля, но проектирование и подготовка площадок будут продолжаться за счёт бюджета города. Подписание окончательного контракта на строительство линии возможно после оформления новой финансовой схемы.
В конце 2014 года рассматривалась возможность продления линии от «Улицы Новаторов» в центр вдоль Ленинского проспекта до ММДЦ «Москва-Сити», где она была бы подведена к станции «Деловой центр» тупикового ответвления Большой кольцевой линии и проходила бы через станции: станция вдоль Ленинского проспекта на уровне Ломоносовского проспекта, станция вдоль Ленинского проспекта на уровне Университетского проспекта, пересадочная станция на «Спортивную» Сокольнической линии, станция «Деловой центр» Большой кольцевой линии. Таким образом линия на Коммунарку соединялась бы с перспективным радиусом в Рублёво-Архангельское. Однако позднее от такой возможности отказались в пользу соединения линии с Некрасовской линией.
В территориальную схему Новомосковского административного округа, представленную на публичных слушаниях в феврале 2015 года, было включено предложение о дальнейшем продлении линии от станции «Коммунарка» в городской округ Троицк, с четырьмя станциями на участке длиной 11,0 км и со сроком строительства в 2025—2035 годах.
В марте 2015 года в проекте появилась новая станция — «Сосенки», расположившаяся за станцией «Коммунарка». В апреле появилась перспективная схема развития метрополитена до 2035 года с ещё одной станцией — «Десна», расположившейся за «Сосенками», и ещё одной станцией между ними (пока без имени). В ноябре 2015 года появляется новая схема развития с очередными изменениями: станция между «Сосенками» и «Десной» получила название «Воскресенское», а на юге линия после «Десны» продлена до станции «Красная Пахра» с тремя промежуточными станциями. В июле 2017 года трассировка линии незначительно изменяется, за станцию «Сосенки» переносится депо из Столбово и появляется новая станция «Летово». Позже, в феврале 2019 года трассировка участка до Троицка была вновь изменена с исключением из проекта станции «Летово».
В феврале 2017 года было объявлено, что на строительство линии прибудут около 500 инженеров из КНР, а также четыре ТПМК, принадлежащих китайской стороне.
По сообщению Марата Хуснуллина 1 июля 2017 года, проект линии готов и проходит экспертизу. 18 июля было заявлено, что строительство линии планируется начать в 2018 году, а подрядчика начнут выбирать в конце 2017 года. Стоимость строительства линии оценивалась около 90 млрд рублей. Предполагалось начинать линию от станции «Новаторская» Большой кольцевой линии и сделать её подземной мелкого заложения.
В 2017 году планировалось, что строительство линии до Троицка начнётся уже в 2018 году. Фактически работы начались летом 2019 года.
В ноябре 2017 года стало известно, что линию в сторону центра продлят на 7,3 км и 3 станции.
В марте 2018 года был объявлен конкурс на строительство станций и тоннелей на участке линии «Улица Новаторов» — «Коммунарка», итоги планировалось подвести 3 апреля.
В январе 2019 года Градостроительно-земельная комиссия Москвы одобрила проект планировки территории нового участка Коммунарской линии метро от строящегося транспортно-пересадочного узла «Улица Новаторов» до станции «Крымская».
19 июня 2019 года началось строительство станции «Университет дружбы народов», а 17 июля было объявлено, что строительные работы на разных стадиях уже ведутся на всех станциях первого участка.
26 августа 2019 года Сергей Собянин официально объявил о продлении линии от «Коммунарки» до «Троицка». По его словам, протяжённость участка будет составлять 14,6 км, на нём будет шесть станций. Часть участка от станции «Сосенки» до станции «Десна» будет наземным.
С осени 2020 года в проектировочных тендерах линия стала проходить как «Троицкая», а 20 июля 2021 года постановлением Мэра Москвы утверждено это наименование.
7 сентября 2021 года утверждён проект строительства головного участка Троицкой линии метро от станции «Крымская» («Севастопольский проспект») до станции «ЗИЛ».
В июне 2023 года утверждён проект планировки части второго участка Троицкой линии от «Коммунарки» до «Кедровой» длиной 9,3 км с четырьмя станциями.
В октябре 2023 года утверждён проект планировки финишной части от «Кедровой» до Троицка длиной 5,9 км с двумя станциями.
21 июня 2024 года мэр Москвы Сергей Собянин произвёл технический пуск первой очереди Троицкой линии в виде участка «Новаторская» — «Тютчевская» с 4 станциями протяжённостью 8,3 км.
21 июня 2025 года мэр Москвы Сергей Собянин произвёл технический пуск участка «ЗИЛ» – «Новаторская» с 4 станциями протяжённостью 9,7 км.

## Станции
|        | Название станции Прежние названия | Дата открытия   | Пере- садки | Глубина, м | Тип конструкции                          | Координаты                      | Вид станции |
| ------ | --------------------------------- | --------------- | ----------- | ---------- | ---------------------------------------- | ------------------------------- | ----------- |
| @16 01 | «Новаторская»                     | 7 сентября 2024 | 11          | -17,6      | колонная мелкого заложения трёхпролётная | 55°40′15″ с. ш. 37°31′13″ в. д. |             |
| @16 02 | «Университет дружбы народов»      | 7 сентября 2024 |             | -23        | колонная мелкого заложения трёхпролётная | 55°38′56″ с. ш. 37°30′30″ в. д. |             |
| @16 03 | «Генерала Тюленева»               | 7 сентября 2024 |             | -20        | колонная мелкого заложения трёхпролётная | 55°37′35″ с. ш. 37°29′16″ в. д. |             |
| @16 04 | «Тютчевская»                      | 7 сентября 2024 |             | -12,65     | колонная мелкого заложения трёхпролётная | 55°37′00″ с. ш. 37°28′53″ в. д. |             |
| @16 04 | «Корниловская»                    | 28 декабря 2024 |             | -16,18     | колонная мелкого заложения трёхпролётная | 55°37′00″ с. ш. 37°28′53″ в. д. |             |
| @16 04 | «Коммунарка»                      | 28 декабря 2024 |             | -15        | колонная мелкого заложения двухпролётная | 55°37′00″ с. ш. 37°28′53″ в. д. |             |
| @16 04 | «Новомосковская»                  | 28 декабря 2024 | 01          | -8         | односводчатая мелкого заложения          | 55°37′00″ с. ш. 37°28′53″ в. д. |             |

## Пассажиропоток
- 2024
  - С 7 сентября 2024 совершено более 2,5 миллиона поездок[69].
- 2025
  - С 7 сентября 2024 совершено  более 5,7 миллиона поездок[70].
  - на август 2025 совершено около 12 миллионов поездок[71].

## Открытие участков и текущие планы

### Первый пусковой участок
Участок «Новаторская» — «Тютчевская» протяжённостью 8,8 км с 4 станциями открыт 7 сентября 2024 года.
- «Новаторская» (пересадка на станцию «Новаторская» Большой кольцевой линии);
- «Университет дружбы народов» (вдоль улицы Академика Опарина южнее улицы Миклухо-Маклая);
- «Генерала Тюленева» (вдоль улицы Генерала Тюленева между 6-м и 7-м микрорайонами Тёплого Стана);
- «Тютчевская» (на территории поселения Мосрентген вдоль МКАД с северо-западной стороны от торгового комплекса «Славянский мир»)

### Второй пусковой участок
Участок «Корниловская» — «Новомосковская» протяжённостью 6,7 км с 3 станциями открыт 28 декабря 2024 года.
- «Корниловская» (в деревне Мамыри, на территории поселения Мосрентген, вдоль Калужского шоссе вблизи улицы Адмирала Корнилова);
- «Коммунарка» (на территории Коммунарки, под строящейся магистралью «МКАД — посёлок Коммунарка — аэропорт Остафьево» у пересечения с Проектируемым проездом 818);
- «Новомосковская» (пересадка на Сокольническую линию, южнее автодороги Солнцево — Бутово — Варшавское шоссе)[74].

### Третий пусковой участок
Третий пусковой участок «ЗИЛ» — «Новаторская» протяжённостью 9,7 км (в том числе 1,8 км от станции «ЗИЛ» вдоль Московского центрального кольца до станции «Крымская» и 7,3 км до станции «Новаторская» с пересадкой на Большую кольцевую линию) с 4 станциями планируется открыть 13 сентября 2025 года.
- «ЗИЛ» (пересадка на одноимённые станции Московского центрального кольца и Бирюлёвской линии метро);
- «Крымская» («Севастопольский проспект») (пересадка на Московское центральное кольцо);
- «Академическая» (пересадка на Калужско-Рижскую линию, восточнее пересечения улицы Дмитрия Ульянова с проспектом 60-летия Октября и Профсоюзной улицей);
- «Вавиловская» (у пересечения Ленинского и Ломоносовского проспектов в районе площади 60-летия СССР).

Открытие планируется 13 сентября 2025, длина 9,7 км.

### Четвертый пусковой участок
От станции «Новомосковская» линия будет продлена до Троицка. Длина четвёртого пускового участка до Троицка с 6 станциями составит ещё 15,2 км (от «Новомосковская» до «Кедровой» 9,3 км с 4 станциями и от «Кедровой» до Троицка 5,9 км с 2 станциями). Участок планируется открыть в 2029 году. Участок может быть перепроектирован на двухпутные тоннели (диаметром 10 метров) и станции с береговыми (боковыми) платформами. 
- «Сосенки» (подземная, южнее одноимённой деревни; за ней также запроектировано электродепо);
- «Летово» (подземная/надземная, недалеко от парка «Летова Тропа» и пересечения улиц Летовского Ополчения и Старые Сосенки, рядом с одноимённой школой).
- «Десна» (подземная/надземная, вблизи одноимённой деревни);
- «Кедровая» (подземная, рядом с микрорайоном Центральный в ЖК «Новые Ватутинки»);
- «Ватутинки» (в городском округе Троицк на 38-м километре Калужского шоссе);
- «Троицк» (в городе Троицке под Октябрьским проспектом у пересечения с Большой Октябрьской улицей).

### Планы продления за Троицк
Прорабатывается и дальнейшее продление за станцию «Троицк»: Троицкую линию в будущем доведут до кинокластера МосКино.
 В январе 2025 года впервые были официально опубликованы данные о планах к 2035 году. На презентации, выставленной на открытии городского вокзала  Щербинка, один из слайдов был посвящён развитию ТиНАО на этот срок. Среди прочего, указаны две новые станции на Троицкой линии к югу от Троицка: первая — без указания названия, вторая — «Кинокластер».

### Проект объединения с Некрасовской линией
Институт Генплана Москвы предполагает в будущем продлить линию от станции «ЗИЛ» вдоль МЦК до станции «Нижегородская» и объединить её с Некрасовской линией.

## Строительство тоннелей

### 2019
- Июль 2019 года. Начало строительства 7 станций первого участка[58].
- Ноябрь 2019 года. 25 ноября стартовала проходка первого тоннеля на линии — левого тоннеля от станции «Университет дружбы народов» до станции «Улица Новаторов»[83]. Проходка завершена 4 декабря 2020 года, щит прошёл 2,7 км на глубине до 30 метров[84].
- Декабрь 2019 года. Началась проходка правого тоннеля от станции «Университет дружбы народов» до станции «Улица Новаторов»[85].

### 2020
- Февраль 2020 года. Началась проходка правого тоннеля между станциями «Славянский мир» и «Улица Генерала Тюленева»[86]. Проходка завершена в июле 2020 года[87].
- Март 2020 года. Стартовало строительство:
  - левого тоннеля между станциями «Славянский мир» и «Улица Генерала Тюленева»[88]. Проходка завершена в июле 2020 года[89].
  - правого тоннеля между станциями «Мамыри» и «Славянский мир»[90].
  - левого тоннеля от станции «Мамыри» до станции «Славянский мир»[91].
- Апрель 2020 года. Началось сооружение левого тоннеля от станции «Университет дружбы народов» до станции «Улица Генерала Тюленева»[92].
- Май 2020 года. Стартовала проходка служебно-соединительной ветви между Большой кольцевой и Коммунарской линиями за станцией «Улица Новаторов»[93].
- Ноябрь 2020 года. Завершена проходка левого тоннеля между станциями «Мамыри» и «Славянский мир»[94], а также служебно-соединительной ветви за станцией «Улица Новаторов»[95].

### 2021
- Январь 2021 года. Стартовало строительство правого тоннеля от станции «Мамыри» до станции «Бачуринская»[96].
- Февраль 2021 года. Началось строительство левого тоннеля между станциями «Мамыри» и «Бачуринская»[97].
- Апрель 2021 года. Завершена проходка правого тоннеля между станциями «Университет дружбы народов» и «Улица Генерала Тюленева»[98].
- 20 декабря 2021 года. Стартовала проходка щитом «Марина» левого тоннеля (длина 2470 метров) от «Вавиловской» к «Академической»[99].

### 2022
- 18 января 2022 года. Начата проходка правого тоннеля (длина 2450 метров) щитом «Ольга» от «Вавиловской» к «Академической»[100].
- 25 февраля 2022 года. Стартовала проходка левого тоннеля от «Вавиловской» до «Новаторской» щитом «Людмила»[101].
- 12 марта 2022 года. Начата проходка тоннелепроходческим щитом «Светлана» правого перегонного тоннеля от «Вавиловской» до «Новаторской»[102].
- 30 августа 2022 года. Началась проходка правого перегонного тоннеля от станции «ЗИЛ» до станции «Крымская»[103].
- 9 сентября 2022 года. Завершена проходка правого тоннеля (длина 1050 метров) между станциями «Вавиловская» и «Новаторская»[104].
- 23 сентября 2022 года. Началась проходка левого перегонного тоннеля от станции «ЗИЛ» до станции «Крымская»[105].
- 7 октября 2022 года. Завершена проходка левого тоннеля (длина 1407 метров) между станциями «Вавиловская» и «Новаторская»[106].
- 18 ноября 2022 года. Начата проходка последних двух тоннелей первого участка: правого перегонного тоннеля между станциями «Академическая» и «Крымская» щитом «Светлана» и, месяцем ранее, левого перегонного тоннеля между этими же станциями щитом «Наталия»[107].
- 26 декабря 2022 года. Завершена проходка обоих тоннелей между станциями «Вавиловская» и «Академическая». Продолжаются работы по проходке четырёх остающихся тоннелей первого участка: обоих тоннелей между станциями «ЗИЛ» и «Крымская» и обоих тоннелей между станциями «Крымская» и «Академическая»[108].

### 2023
- 17 ноября 2023 года. Стволопроходческим комплексом завершено строительство вентиляционной шахты глубиной более 40 метров между станциями «Академическая» и «Вавиловская»[109].
- 28 декабря 2023 года. Начата проходка тоннелепроходческим щитом «Ольга» соединительной ветки от электродепо «Столбово» к оборотным тупикам за станцией «Коммунарка» Троицкой линии метро[110].

### 2024
- 27 февраля 2024 года. Завершена проходка левого перегонного тоннеля от станции «ЗИЛ» до станции «Крымская»[111].

## Пересадки
| Пересадка на линию            | Со станции     | На станцию     |
| ----------------------------- | -------------- | -------------- |
| Бирюлёвская                   | ЗИЛ            | ЗИЛ            |
| Московское центральное кольцо | ЗИЛ Крымская   | ЗИЛ Крымская   |
| Калужско-Рижская              | Академическая  | Академическая  |
| Большая кольцевая             | Новаторская    | Новаторская    |
| Сокольническая                | Новомосковская | Новомосковская |

## Электродепо
| Электродепо           | Период                            |
| --------------------- | --------------------------------- |
| ТЧ-7 «Замоскворецкое» | с 7 сентября 2024 года (временно) |
| ТЧ-23 «Столбово»      | с 8 августа 2025 года             |
| ТЧ- «Троицкое»        | с открытия депо                   |

## Подвижной состав

### Количество вагонов в поезде
| Количество | Период                 |
| ---------- | ---------------------- |
| 8          | 2024 — настоящее время |

### Тип подвижного состава
| Тип                                | Период                 |
| ---------------------------------- | ---------------------- |
| 81-775.2/776.2/777.2 «Москва-2024» | 2024 — настоящее время |

## Комментарии
1. 1 2  Ввиду отсутствия соединения между Калининской и Солнцевской линиями; с метрополитеном технически не взаимосвязаны монорельс (хотя подпадает под критерии метрополитена, как внеуличная система в пределах городской агломерации[5][6], а также эксплуатируется одним с ним предприятием[7][8]) и МЦК, находящееся в подчинении у РЖД[9].